# Слов'янська релігія

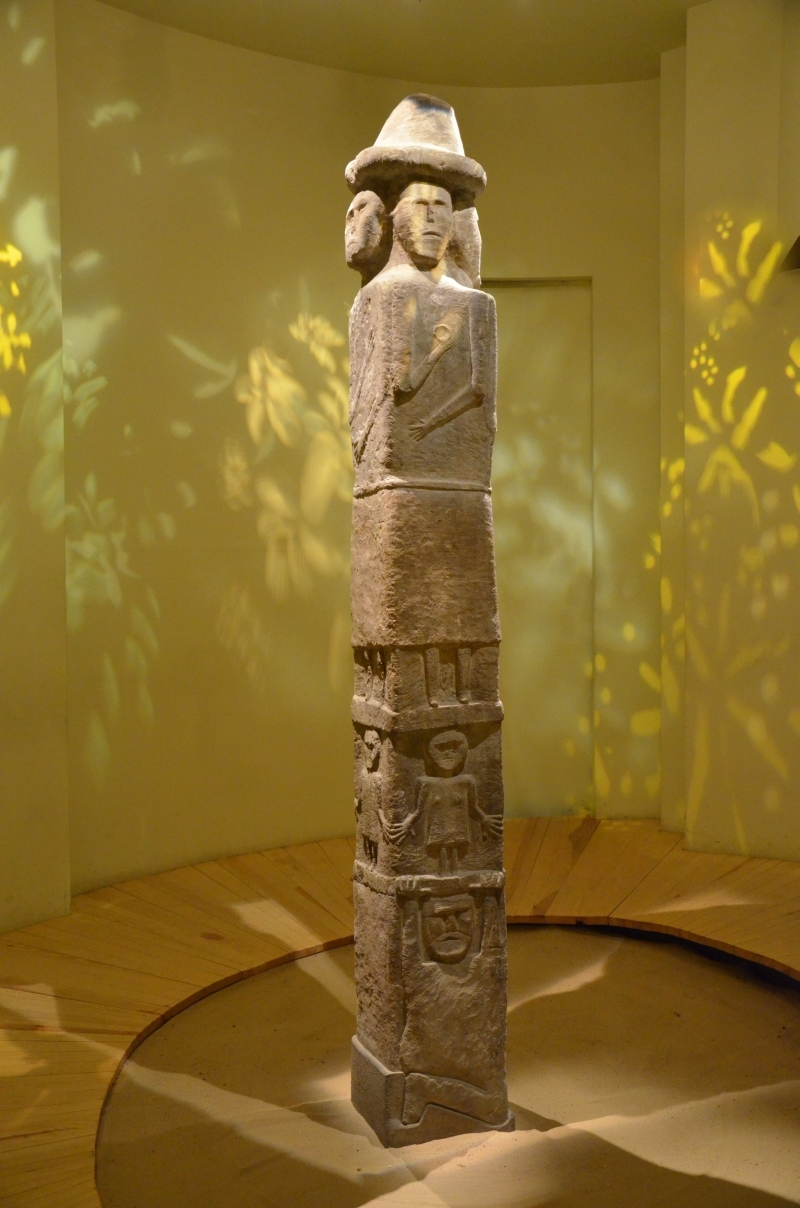
Збручанський ідол

Слов'янське язичництво (слов'янська віра) — сукупність вірувань, міфів та культових практик слов'ян. Належить до політеїстичних вір, однак при цьому має пантеїстичні та дуалістичні акценти. Інформації про віру слов'ян дохристиянського періоду в історичних джерелах збереглося не надто багато. На сьогодні не збереглося жодного безпосереднього джерела — є лише короткі повідомлення християнського періоду, списані не зорієнтованими безпосередньо в темі авторами чи хроністами, що жили кількома десятками або навіть сотнями років пізніше прийняття християнства. Повна реконструкція слов'янських вірувань нині не є можливою, а здійснювані спроби часто викликають сумніви щодо їхньої достовірності. Реконструкція передусім опирається на відомості про давні вірування, що збереглися у фольклорі, та вірування, що мали місце вже після прийняття християнства. Також мають значення дослідження в теорії релігії.

## Збережені джерела та реконструкціонізм

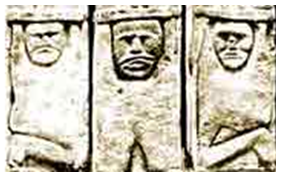
Імовірне зображення Велеса-Триглава в нижній частині Збручанського ідола

На фоні інших язичницьких релігійних систем Європи віра слов'ян є однією з найгірше збережених. У результаті зіткнення слов'янської та християнської культур, починаючи з VI століття був запущений поступовий процес витіснення власних вірувань і християнізації, остаточно завершений на рівні держав у XIII столітті, коли Німеччина приєднала до себе Полабію, а на рівні окремих осіб та груп осіб — у XV—XVI століттях. Деякі залишки давньої слов'янської віри збереглися у фольклорі й нині, хоча форма та обсяги матеріалу породжують різні сумніви, а релігієзнавчі дослідження, що спираються на сучасні наукові методи, рідко набувають широкого визнання.
Хоча слов'яни та пов'язані з ними система вірувань і, можливо, етногенетично балти займали гігантські простори Європи (більша частина території на схід від Лаби без урахування територій, на яких мешкали угорці та кочовики), не збереглося жодного цілісного переказу, який би описував їхні вірування. Християнізація слов'ян тривала кількасот років, з її метою готували місіонерів або навіть цілі монастирі та дієцезії, однак це не дало результатів у формі більш широкої характеристики культу, з яким вони боролися. Не зберігся відповідник старшої Едди, яка нині слугує для реконструкції віри германців та скандинавів, і тим більше рідні язичницькі джерела на кшталт скандинавських саг. У результаті віру та міфологію слов'ян можна реконструювати хіба що опираючись на лаконічні згадки в іноземних хроніках або на власні хроніки, написані у більш пізні часи — принаймні вже через декілька десятків років після моменту завершення християнізації. Найчастіше це короткі повідомлення, що являють собою набір цікавих фактів або наклеп на язичницький ідолопоклонницький культ. Цінними джерелами є руська Повість минулих літ (декілька описів язичницького культу перед прийняттям Руссю християнства у 988), німецька Хроніка Тітмара (опис полабського язичницького храму у Радогощі) та чеська Хроніка чехів Козьми Празького (опис процесу ворожіння, що вказує на існування в ті часи групи жінок, що займаються магією). Неоціненним є набагато старший від вищезазначених візантійський текст авторства Прокопія Кесарійського. У своїй Історії війн він описав звичаї слов'ян, які у VI столітті почали атакувати Візантію. Також він коротко описав і вірування слов'ян. Чимало згадок на тему язичницької релігії можна знайти в джерелах, що стосуються Русі та Полабії. Натомість своєрідною «білою плямою» є Польща. Перші хроністи — Галл Анонім та Вінцентій Кадлубек — в основному не виявляли жодного інтересу до язичницької віри. Навіть згадуючи про язичницькі повстання в Польщі у 1030-х вони ігнорували їхню релігійну основу. Зацікавленість власним язичництвом у Польщі зросла в часи пізнього Середньовіччя. Інформацію щодо імен богів та культових місць надав Ян Длугош, однак вона не має надто великої цінності. Навряд чи автор користувався давніми джерелами — він скоріше переказував викривлене розуміння язичництва через півтисячоліття після завершення процесу християнізації Польщі.
Унеможливлює реконструкцію слов'янської віри і сам стан джерел. До наших часів дійшли лише нечисленні згадки на тему деяких обрядових практик, імен богів та забобонів. Бракує ширшого матеріалу, який дозволив би реконструювати слов'янський пантеон. Не можна з повною впевненістю визначити, які божества з різними іменами були насправді тотожними одне з одним та з яким ступенем достовірності можна говорити про єдину віру усіх слов'ян. Великою проблемою є також питання християнської інтерпретації язичництва. Християнські автори уявляли язичницьку віру з позицій монотеїзму. Це вводило в оману не тільки через вороже ставлення християнства до язичництва, але й через нездатність зрозуміти чужу культуру — німецькі хроністи трактували інформацію про язичницькі практики з позицій християнського світогляду. Ще одна проблема виникає з труднощів, пов'язаних з відтворенням змін, що наставали у слов'янській вірі у результаті взаємодії з іншими релігійними системами — християнством, дуалістичними іранськими культами, маніхейством та богомильством чи скандинавськими віруваннями. Інституціалізація язичницької віри в Полабії вважається результатом впливу християнства, а створення ідолів на Русі пов'язується з прийняттям деяких елементів варязьких культів. У результаті залишається відкритим питання, якою була первинна форма слов'янської віри.
Дослідження слов'янської віри ведуться кількома способами. Суто історичний метод в основному виключає повне відтворення слов'янських вірувань. У результаті аналізу самих джерел можна лише вказати на деякі головні елементи віри та чужі впливи. Неможливо натомість охопити розвиток у часі або регіональні відмінності. Це призводить до виразного дослідницького песимізму, помітного, наприклад, у присвячених даній темі працях польського вченого Станіслава Урбанчика. Дослідник стверджує, що «історія дослідження слов'янської віри — це історія розчарувань».. Такої ж думки дотримується й інший польський дослідник — Єжи Стшельчик. В інший спосіб до вирішення цієї проблеми підходять етнологи й релігієзнавці. Особливо зараз вони намагаються відтворити слов'янські культи порівняльними методами. Вони знаходять релікти язичницьких вірувань в оповіданнях уже християнської доби, намагаючись зазначити, в якому місці Бог, диявол або певний святий заміняють собою постать язичницького божества чи демона з набагато давнішого оповідання. Інші аспекти фольклору — звичаї, язичницькі свята, магічні практики чи способи святкування, як забуті, так і досі існуючі — можуть наштовхнути на слід язичницьких вірувань. Має значення також усе повніше осягнення теорії віри — механізмів, що контролюють процеси зародження та розвитку віри у пов'язаних із собою культурах або в масштабі всього людства. Особливе значення мають у цьому питанні загальні висновки, що стосуються індоєвропейських народів, пов'язані з дослідженнями Г. Дюмезіля чи так звана концепція бріколажа антрополога Клода Леві-Стросса. Все більш важливими стають також археологічні методи, що дозволяють віднаходити давні язичницькі храми або культові місця. Прикладом може слугувати відкритий у 1990-х язичницький храм у Вроцлаві, який за часом сягає, імовірно, вищезгаданого періоду язичницьких повстань.
Незважаючи на поступовий розвиток досліджень, до результатів роботи релігієзнавців та етнологів варто ставитися з обережністю. Згідно з твердженням релігієзнавця й етнографа Мірчі Еліаде, спроба відтворити історію слов'янської віри приречена на невдачу. Так само ставляться до цієї проблеми й вищезгадані історики, при цьому сумніви в успішному її розв'язанні виражають навіть ентузіасти цих досліджень.
Більша частина сучасних досліджень політеїстичних релігій вказує на неможливість розуміння міфології та релігії окремо від релігійного культу. Ці дослідження зазвичай відносять до релігії античного світу, проте їх з успіхом можна застосувати також до системи слов'янських вірувань. Згідно з польським релігієзнавцем Анджеєм Шиєвським, у таких спільнотах, як слов'янська, ми маємо справу з поєднанням онтології та теології — онтотеологією. На відміну від монотеїстичних, у політеїстичних релігіях не існує чіткого розділення світів sacrum і profanum (тобто святого та людського, грішного) — надприродне проявляється в усіх аспектах повсякденного життя. Тому є помилковим окремо розуміти чи описувати слов'янську міфологію та релігію. Тим більше, що тут важко говорити про міфологію у класичному значенні цього терміну. Жодна збірка слов'янських міфів на сьогодні не збереглася. Можливо, вона ніколи й не існувала в монолітній формі — ми можемо говорити про певну кількість різних міфів-оповідей, що допомагають зрозуміти світ і його надприродну складову, які передавалися усно та мали збіги лише в деяких аспектах. Деякі дослідники просуваються далі у своїх висновках, стверджуючи, що слов'яни взагалі ніколи не мали ні міфів, ні міфології.

## Міфи, вірування та пантеон

### Космогонічний міф
Однією з основ кожної релігії є міф про створення світу, або так званий космогонічний міф, який пояснює, хто, при яких обставинах, яким чином і для чого створив світ. На сьогодні не збереглося жодного такого міфу дохристиянських слов'ян, однак було би перебільшенням стверджувати, що його ніколи не існувало. Антропологи та релігієзнавці намагаються віднайти його релікти в більш пізніх, християнських оповідях. Однією з найрозповсюдженіших є ідентифікація вірувань давніх слов'ян з «міфом виловлення». Даний міф присутній у різних культурах, часто у видозмінених версіях. До сьогоднішнього дня він існує також і серед слов'ян. Згідно з ним початково світ був повністю покритий морем, по якому на човні плавав Бог. Він зустрів диявола, що плив у воді, та взяв його до себе в човен. Далі Бог послав диявола під воду, аби той дістав звідти трохи землі. З витягнутого зерна піску Бог створив острів, який став першим елементом надводного світу. В цьому міфі Бог та диявол початково співпрацюють один з одним, допоки з часом між ними не виникає конфлікт. Бог не є всезнаючим та всемогутнім — у різних версіях міфу він просить про допомогу диявола або мусить користуватися його допомогою. Виразним є розподіл впливу — Бог керує наземним світом та небом, тоді як диявол — підземеллям та, що характерно для слов'янської версії міфу, водним світом. Таким чином, Бог має уранічний (небесний) характер, тоді як диявол — хтонічний, або водний. Цей дуже дуалістичний міф зустрічається в народних оповідях у Болгарії, Україні, Польщі та Білорусі. Щоправда, не зрозуміло, чи є в цій оповіді релікти більш раннього слов'янського міфу, чи тут скоріше мають місце впливи богомильства. Частина дослідників вважає цю оповідь відносно пізньою за часом і такою, що виникла під впливом дуалістичної секти богомилів, яка завоювала сильні позиції в Болгарії, Сербії та Боснії у ранньому Середньовіччі. Інші етнологи вважають ці впливи дуалізму більш ранніми — згідно з ними, цей міф слов'яни перейняли від іранців за посередництва кочових племен. Обидва персонажі міфу зазвичай ідентифікуються з Перуном (Бог) та Велесом (диявол). Певні сліди дуалізму можна віднайти в історичних джерелах. 
Частина дослідників вказує на можливість існування іншого міфу, популярного в багатьох релігіях, — так званого міфу про космогонічний поєдинок. Ця оповідь є елементом міфології різних індоєвропейських народів. Вона зазвичай відображає битву між уранічним повелителем грому та хтонічним змієм, який символізує хаос. Якщо такого плану міф існував у слов'ян, то двома ворогуючими персонажами виступали Перун (володар неба, головним атрибутом якого є блискавка) та Велес (у постаті змія-дракона).
Російський дослідник Володимир Топоров, спираючись на досить дискусійний аналіз дохристиянських байок, допустив можливість існування міфу про космічне яйце, згідно з яким світ постав у результаті розбиття яєць, здобутих після переможного поєдинку богатиря з вищезгаданими зміями-драконами.

### Будова Всесвіту.Вісь світу. Підземний світ

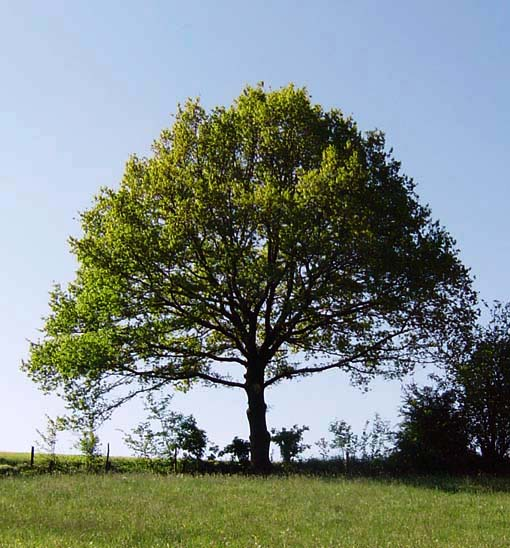
Дуб — один із символів «космічної осі» у слов'ян

Іншим ключовим елементом будь-якої системи вірувань є міф або навіть сукупність міфів і переконань на тему будови Всесвіту й поєднання надземного та підземного світів. Подібні міфи, однак, не збереглися серед слов'ян. Дослідники, спираючись на етнографічні та історичні матеріали, запропонували гіпотезу щодо популярного серед індоєвропейських народів поділу світу на рай, землю та країну померлих. Однак це є лише припущенням, подібну проблему становить космогонічна вісь, або вісь світу, тобто загальне відображення уявної осі, що сполучає світ живих та підземний світ. Часто в наукових працях як вісь світу слов'ян подається Космічне Дерево з небом (раєм), розташованим у його кроні, та країною померлих (наві), що знаходиться в районі кореневої системи. Цей мотив нагадує велике дерево Іґґдрасілль зі скандинавської міфології. Етнографічний матеріал, однак, вказує, що імовірними мотивами є також Космічна (Свята) гора, що являє собою релігійний центр світу, та камінь, що її символізує, а також Чумацький Шлях як перехід до світу померлих. З міфом про вісь світу пов'язується також розуміння неба як великого млина, що обертається навколо Полярної зірки. У фольклорі західних слов'ян такою віссю вважається стовп, який тягнеться від цієї зірки. Однак бракує доказів, які би переконали в існуванні єдиного домінуючого мотиву осі світу. Таких мотивів могло бути багато, до того ж вони могли мати місце на тих чи інших землях одночасно.
Також не є зрозумілим, як слов'яни сприймали потойбічний світ. Частина дослідників вважає, що релігія слов'ян мала дуже обмежену есхатологію або не мала її взагалі. Такої ж думки дотримувався німецький хроніст початку XI століття Тітмар Мерзебурзький, який припускав, що слов'янам здається, наче з настанням смерті все завершується (однак ряд дослідників вважає, що в цьому твердженні мається на увазі скоріше відсутність у слов'ян понять посмертної кари чи нагороди, які є, наприклад, у християнстві). Етнографічний матеріал, однак, все ж вказує на наявність віри в певні форми потойбічного життя — рай, вирій або наві. В науці домінують дві інтерпретації. Згідно з першою, слов'янська релігія початково знала тільки один вид потойбічного життя, що мала вищезгадані назви. В результаті еволюції вірувань під впливом передусім християнства поняття раю та наві мали розділитися. Згідно з іншою інтерпретацією, релігія слов'ян вже з самого початку розділяла ці два поняття. Рай, або вирій — це передусім країна, до якої відлітають птахи в зимовий період, різновид великого саду, вхід до якого охороняється. Іноді траплялися там люди, викрадені веселкою, які потім ставали демонами погоди, або планетниками. Важко оцінити, скільки в цих віруваннях дохристиянських реліктів, а скільки — лише місцевих варіантів біблійного раю. Другою частиною потойбічного світу була підземна країна Наві, що керувалася хтонічним божеством — згідно з найпопулярнішою реконструкцією Велесом. Туди потрапляли люди після смерті. Шлях до потойбічного світу тривав сорок днів, протягом цього часу був можливий контакт із померлим. Схоже, що принаймні частина слов'ян вірила в певну форму космічної ріки, подібної до грецького Стіксу, через яку людина, що померла, повинна була перейти на шляху до країни мертвих. Це вірування знайшло своє відбиття в таких звичаях, як побудова містка на найближчому струмку чи кидання до труни монети, що символізує плату за перевезення до потойбічного світу. Перехід між світом живих і наві відкривався декілька разів на рік, внаслідок чого уможливлювався контакт із душами померлих. Деякі дослідники надають Велесові також функції судді, який мав зважувати добрі та погані вчинки й вирішувати, чи впускати померлого до країни предків. Однак ця інтерпретація не здобула широкого визнання. Релігія слов'ян не поєднувалася з жодними моральними кодексами, що виключає ідею Страшного суду. Схоже, що єдиної есхатологічної системи не існувало, а серед слов'ян були поширені сумніви щодо природи потойбічного життя. Дослідник Олександр Гейштор наводить приклад з давньоруського фольклору, зазначаючи, що місце, куди потрапляли померлі, називалася «невідома країна».

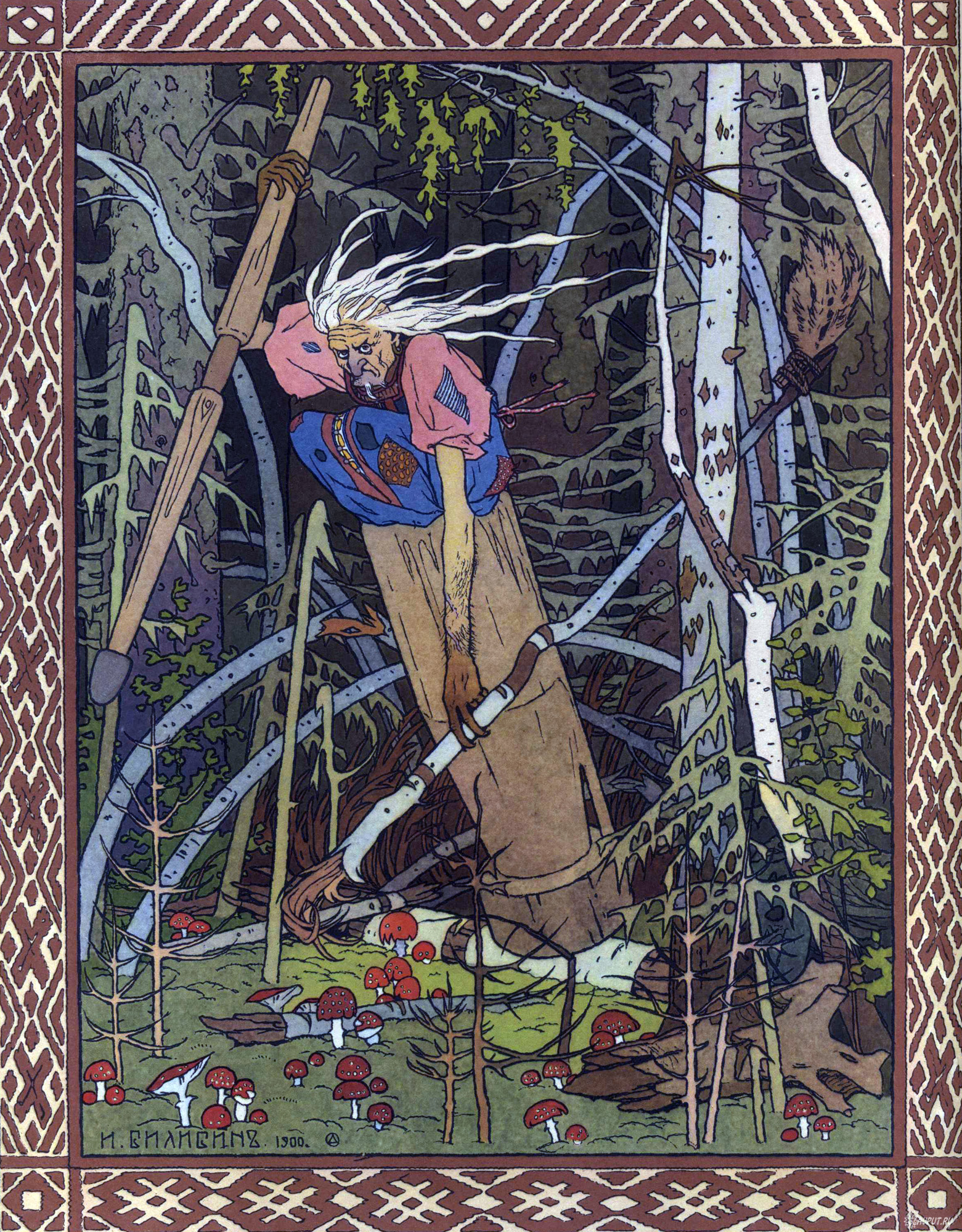
Баба Яга — популярна постать слов'янських вірувань та фольклору

Значно менше труднощів пов'язано з відтворенням слов'янської демонології. Церква у процесі християнізації виступала передусім проти офіційних чи широко розповсюджених культових практик, натомість заплющувала очі на особисті звичаї та вірування. В результаті вдалося викорінити культ Перуна чи Святовита, натомість довгий час жила віра в демонів та менші божества, поступово зливаючись із християнськими віруваннями. Багато вірувань чи культових практик, які мають язичницьке коріння, дійшло аж до сучасності. Зібраний етнографічний матеріал є дуже широким — він охоплює сотні назв демонів, численні легенди та фольклорні релікти різноманітних звичаїв та релігійних практик.
Слов'янська релігія допускала існування у природі надприродних коренів. Слов'яни вірили у різних духів та демонів, пов'язаних зазвичай з місцями. Олександр Гейштор поділив демонів на водних, лісових, повітряних та пов'язаних з домашнім вогнищем. Перші три категорії охоплювали головним чином ворожі людині істоти, що символізують загрозливий, безстрашний характер природи. Прикладом можуть бути водяники, що топлять людей в озерах, або полудниці, що атакують людей під час робіт на полях у полудень — викликаючи жахи або навіть смерть через інфаркт міокарда. Деякі демони були відомі лише на невеликих територіях, в інших вірили в цілих регіонах. До найбільш розповсюджених належали персонажі, що опікувалися певними місцями, та повелителі сил природи в тих чи інших місцях. Для озер це були водяники, опікуном лісу вважався лісовик, боровик, борута чи дід. Дуже розповсюдженим у фольклорі був і залишається мотив ворожого демона жіночого роду — лісової баби, в оповіданнях відомої як Баба Яга. Вона зображалася звичайно як стара та дуже негарна жінка, що жила у хатині на курячій нозі, полювала на дітей, що блукали у лісі, яких потім готувала в казані, а також на дорослих, яких душила пальцями.
Походження слов'янських демонів є невідомим. Дослідник Людвік Стомма вважає, що всі ці істоти були людьми, що померли не своєю смертю, — внаслідок вбивства, самогубства, нещасних випадків чи під час пологів. Інші дослідники стверджують, що таке походження могла мати лише частина демонів, решта являє собою саме сили природи. Найбільш розповсюдженим прикладом демона, що виник у результаті передчасної смерті через утоплення та застряг між життям та смертю, є топелець. Жінки, що померли такою смертю, могли стати богинками (самовилами або русалками). Ці істоти зазвичай уявляють як вічно молодих і дуже гарних дівчат, що перебувають біля берегів озер. Вони приваблювали своєю вродою перехожих, яких потім лоскотали до смерті. Особливо помітним у слов'янських віруваннях є негативне забарвлення рік чи озер. Демони мешкали також у лісі та повітрі. Останні були пов'язані з погодою. Олександр Гейштор виділяє ряд спільних рис, що мають місце у слов'янських демонів: тимчасова невидимість, велика голова, надмірна кількість пальців тощо. Він звертає увагу також на методи, якими демони знущалися над жертвами або вбивали їх. Лоскотання й обіймання до смерті він вважав специфічними слов'янськими мотивами.
Різні природні катастрофи чи проблеми зі здоров'ям вважалися результатом діяльності демонічних сил — наприклад, викидень провокувався богинками, олігофренію у дітей викликали «дикі жінки» (пол. dzika żona, словац. divá žena, чеськ. diva żena), а пухлини та параліч — перелесник. Також вірили, що діти можуть бути викрадені демоном і замінені на істоту з великою головою, нерухомими очима, жахливим виглядом і таким самим характером.
Окрему групу демонів становили ті, що пов'язані з домашнім господарством. Зазвичай їх трактують як неперсоніфіковані духи предків, що живуть у затемнених місцях, — у темних кутах, під порогами, за піччю, у піддашші тощо. За їжу від господарів вони забезпечували домогосподарствам процвітання. Також вони оберігали від небезпек — східні слов'яни вірили, що домовик може з'явитися господарю уві сні або наяву. На думку Анджея Шиєвського, кінець вірі в домовиків поклала поява та розповсюдження електричного світла.

## Рід, культ предків і антропологія
Момент народження вважався слов'янами магічним, звідси й походить віра в неабияку силу дітей, що загинули внаслідок аборту чи під час народження. Коли дитина вступає в життя, її майбутню щасливу долю визначають три богині долі — рожаниці, а потім вони записують її на лобі дитини як пожиттєвий знак. Віра в рожаниць видається надто архаїчною, хоча суперечить твердженням Прокопія Кесарійського, згідно з яким слов'яни нічого не знають про призначення. На думку Анджея Шиєвського, насправді Прокопій мав на увазі не стільки призначення людини, скільки віру в астрологічно визначену послідовність подій у житті, що почалося, — дав.-гр. Εἱμαρμένη (heimarmene). Згідно з Шиєвським, слов'яни досконало розуміли поняття призначення, до того ж вони вважали, що людським існуванням керує не випадок, а індивідуальна, прописана окремо кожній людині доля (яку, однак, можна змінити). Такої ж думки дотримувався Олександр Гейштор. Не згодні з цим польські дослідники Станіслав Урбанчик та Казімєж Криспін, дотримуючись при цьому твердження Прокопія Кесарійського.
З вірою в призначення пов'язана загадкова постать бога Рода, якому так само, як і рожаницям, приносили жертви при народженні та на пострижини. Цей бог фігурує в нечисленних джерелах, що походять з території Русі, також під іменами Суда й Усуда. Александер Брюкнер вважав бога Рода абстрактним, Гейштор натомість вважав його за менше божество, що являє собою персоніфікацію долі. Шиєвський пішов трохи далі, бачачи в Роді важливого бога, який був покровителем родових стосунків і пов'язаний з потойбічним світом. Радикальну концепцію презентував дослідник Борис Рибаков, на думку якого Род у давні часи був найголовнішим слов'янським богом і навіть творцем світу, якого з розвитком слов'янської релігії витіснив Перун. Ця гіпотеза не дістала значної підтримки. У сучасній літературі до неї звернулася українська письменниця Галина Лозко, яка вважає Рода верховним богом українців.
Численні етнографічні записи вказують на наявність віри в душу, хоча неясно, як слов'яни бачили її концепцію. Душу приносив із собою птах, зазвичай лелека — це переконання в модифікованій формі дійшло у фольклорі до сьогодні. За життя душа мешкає, згідно з найрозповсюдженішим віруванням, у серці; слов'яни ототожнювали її з процесом дихання. Згідно з деякими джерелами, після смерті душа вже знов у вигляді птаха відлітає до вирію, що може пов'язуватися з розповсюдженим звичаєм кремації. Частина дослідників вважає, що існували два типи вірувань — у небесний вирій та підземний світ наві. Згідно з Анджеєм Шиєвським, це була скоріше концепція подвійної душі — частина її потрапляла до наві, а інша частина, натомість, — до вирію. Шиєвський посунув свою концепцію далі, вважаючи, що потім ця душа відсилалася на землю Родом, щоб на шляху реінкарнації стати частиною нового людського життя.
Поширеною була віра в можливість хоча б часткового перебування душі на землі. Це призводило до виникнення вищезгаданих демонів. Аби запобігти перетворенню душі у вампіра, виконувалися складні поховальні обряди — наприклад, відчинялися всі вікна в будинку, аби душа могла вільно відлетіти, або витиралися сліди, які залишила поховальна процесія. Дослідження Альфонсо ді Ноли вказують, що ці практики можна віднайти в різних культурах і вони не є специфічною рисою слов'янської культури.
Багато дослідників вказує на існування серед слов'ян культу предків, часто ототожнюваного з культом домашніх демонів. Козьма Празький у своїй хроніці згадував про звичай робити для померлих предків спеціальні будки — будинки душ. Подібні практики аж до XIX століття існували й у східних слов'ян. Залишком культу предків є вже згадані обряди, які мають на меті налагодження контакту з померлими та вшанування їхньої пам'яті. Крім молитов і жертвоприношення, повсюдним було проведення поховальних та поминальних обрядів. Вони були відомі під різними назвами: карміна — у Хорватії, тризна — на Русі, страва (пол. strawa) — у Польщі. Про цей звичай згадував польський хроніст Вінцентій Кадлубек. Він досі зберігся у балканській народній культурі. Існували також обряди, що мали на меті безпосередній контакт з померлими, відомий під назвою діди.
Згідно з Анджеєм Шиєвським, душі предків називаються ляльками. В результаті десемантизації ляльками стали називати відповідні дитячі іграшки. Ляльки у первісному значенні дали також початок ідеї краснолюдків.

## Культ

### Культові місця

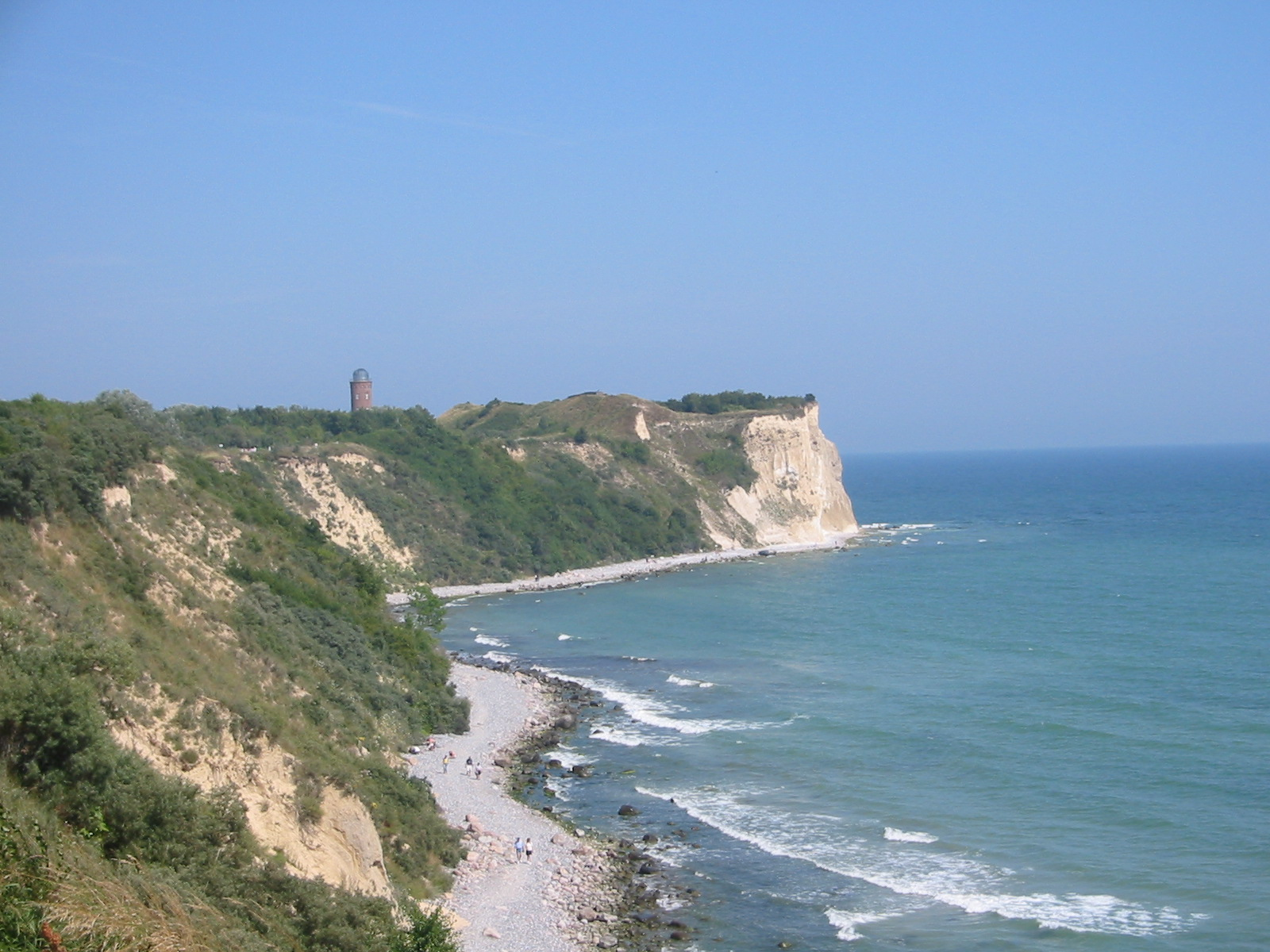
Мис Аркона — у ранньому Середньовіччі тут знаходилася одна з головних святинь слов'ян

Культові місця слов'ян можна визначити, спираючись на історичні джерела, однак у більшості випадків науковці мають у розпорядженні лише пізні легенди, які рідко мають стосунок до реального минулого. Значно більше значення мають археологічні дослідження, що дозволяють віднайти сліди храмів чи інших культових конструкцій. Слов'яни вважали святими місця з відповідними природними умовами — найчастіше це була гора, на вершині якої знаходилося старе дерево. Мала значення також близькість розташування водного джерела — у вигляді резервуару чи струмка. Також вважалися святими валуни, які часто виконували роль вівтарів. Олександр Гейштор звернув увагу на схильність до організації простору місцевості таким чином, щоби сформувати на ній магічне коло, призначене для контактів з божеством.
Нескінченні дискусії серед науковців точаться навколо питання існування слов'янських храмів чи інших конструкцій для відправлення культів. Уже на перший погляд помітні істотні регіональні відмінності. Є багато відомостей у джерелах, що описують храми, розташовані в Полабії. Тітмар зробив у своїй хроніці детальний опис храма Сварожича в Радогощі, Гермольд згадував про мобільний храм Триглава у Щецині, а Саксон Граматик — про храм Святовита на Арконі, що в Рюгені. Згідно з дописами, ці споруди були дерев'яними конструкціями, найімовірніше чотирикутними, на яких був присутній дах. Належали до сфери святості (sacrum), тому доступ до них мало обмежене коло священників. Існування цих об'єктів підтверджує археологія — прикладом можуть бути залишки храму, що знаходився по сусідству з городищем у Фельдбергу, датованим VII-VIII століттям. Інакшою є ситуація на інших територіях, заселених слов'янами. Практично немає сучасних джерел, які б описували слов'янські храми на Русі, бракує їх також у випадку з Польщею чи Болгарією. Так само й археологія не підтвердила існування храмів із наявним на них дахом — знайдено лише декілька конструкцій, щодо яких є питання. На Русі храми зазвичай не мали вигляд будинків з дахом, вони були скоріше огородженими культовими місцями, на яких знаходилися ідоли.

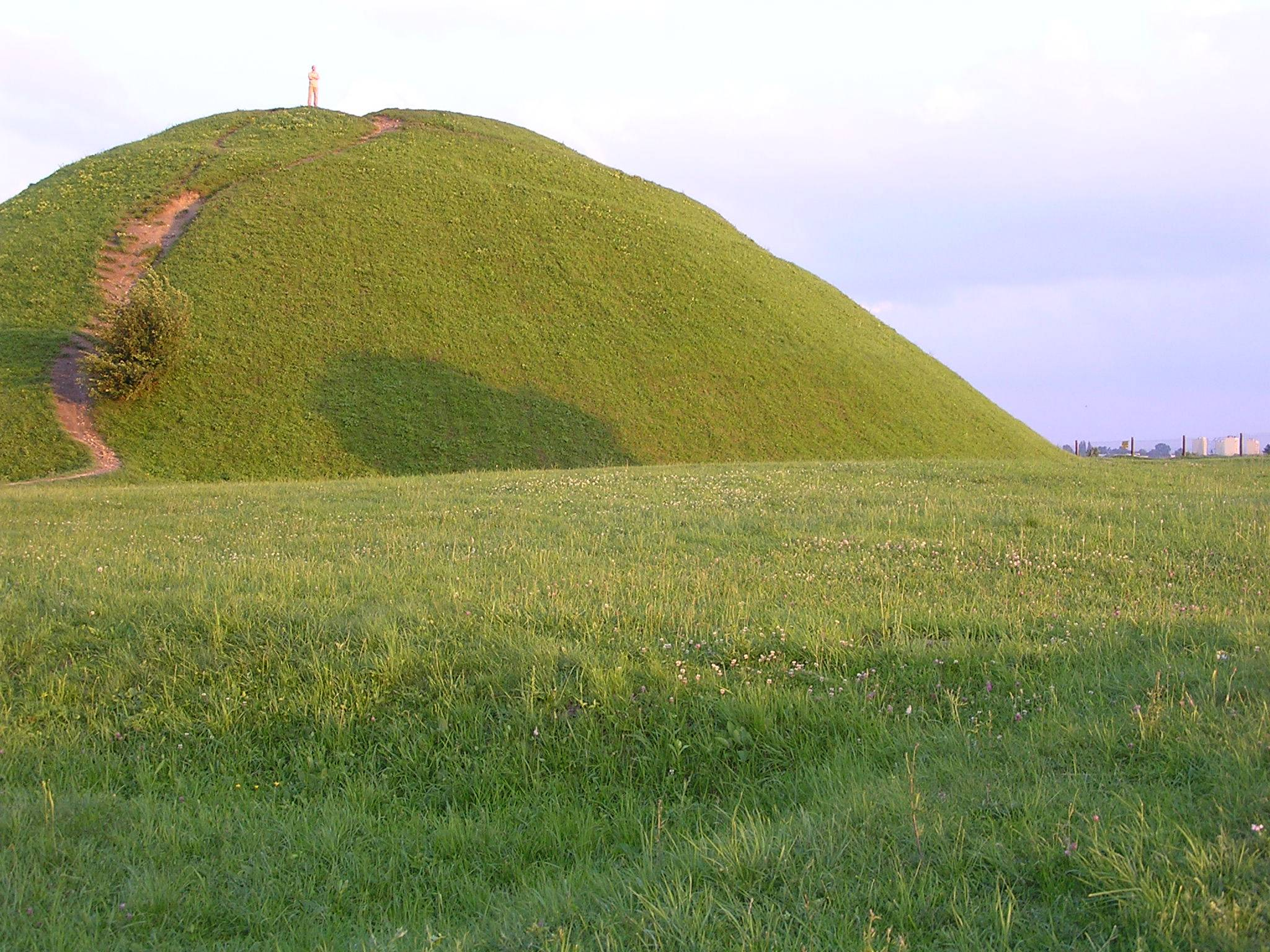
Копець Крака

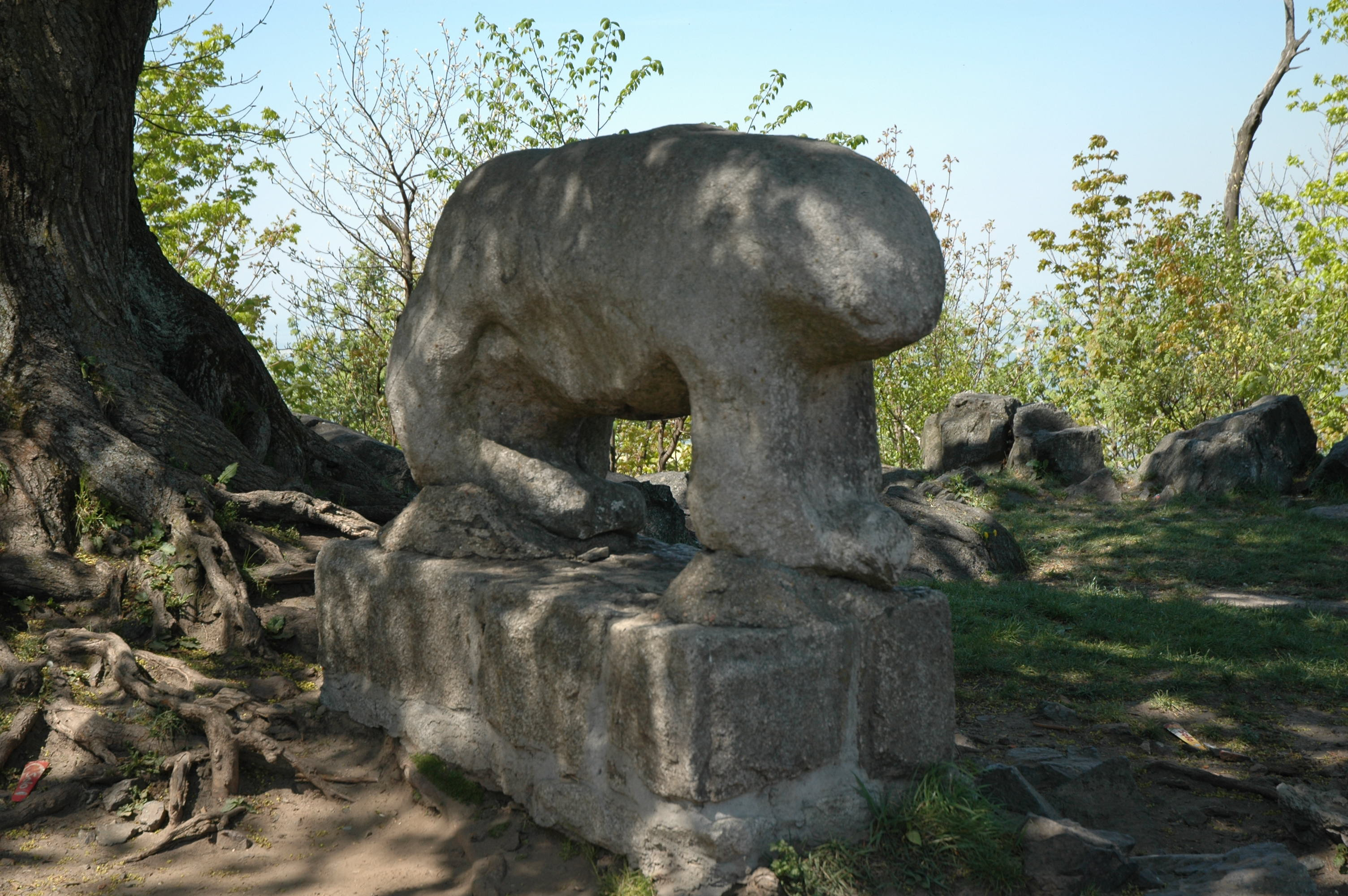
Дохристиянська культова фігура на вершині гори Собутка (імовірно, створена кельтами)

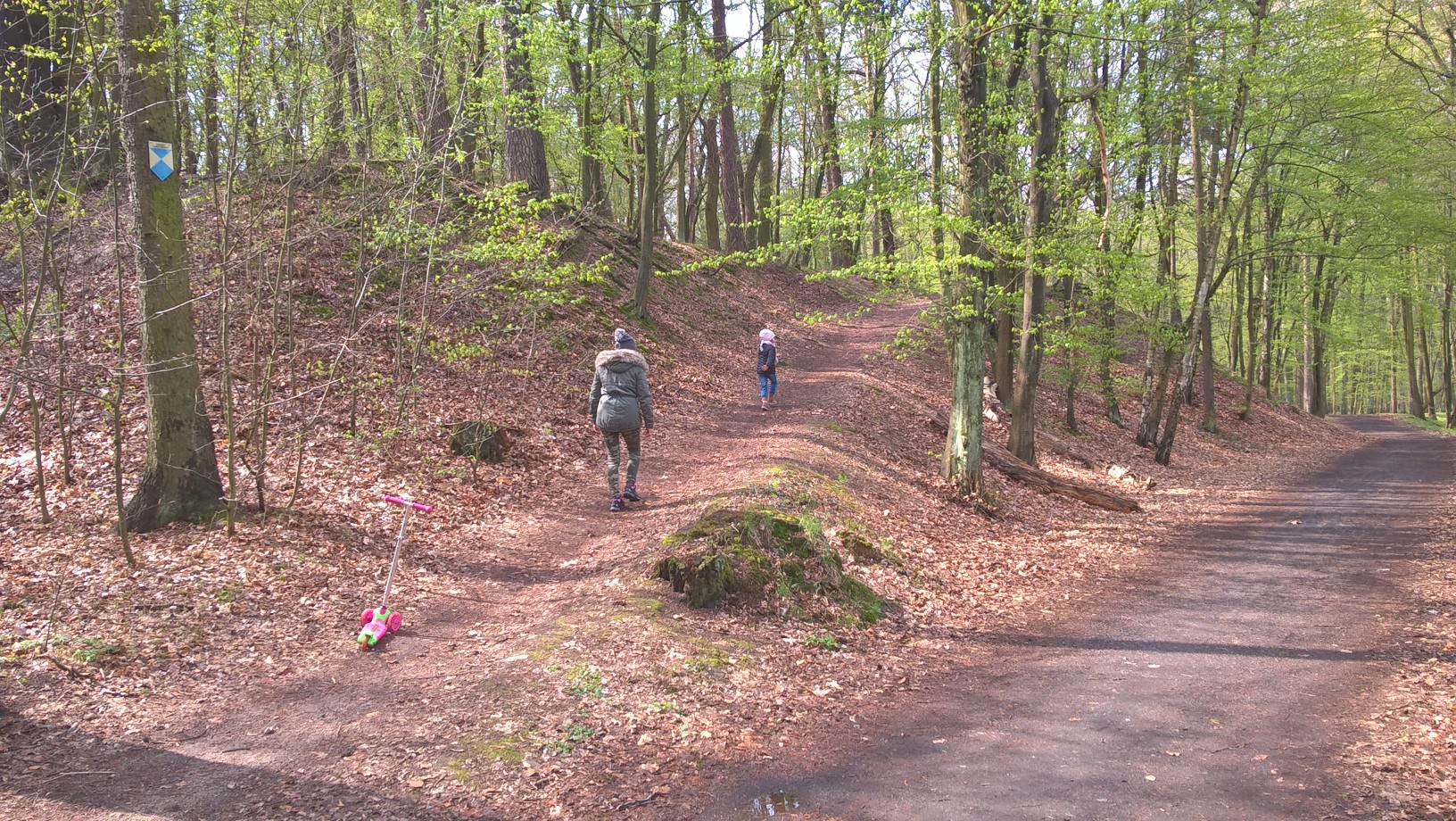
Селище Хробри у Шпротаві. Вважається одним з культових місць слов'ян

В науці щодо слов'янських храмів існує дві головні думки. Згідно з першою, слов'яни поклонялися своїм божествам вдома та на природі, при цьому не будували окремих культових споруд. Окремі храми могли бути хіба що в Полабії як результат впливу християнства. На інших територіях проживання слов'ян язичництво не досягло достатньо високого рівня, щоб зорганізуватися навколо храмів та духовенства. Інша ж група дослідників вказує на наявність окремих культових місць — таких, як священні діброви (наприклад, описана Тітмаром діброва Гломуц (нім. Glomuci, лат. Glomuzi), розташована на північ від Майсена, чи діброва, згадана Гермольдом, що знаходиться у Вагрії та пов'язана з культом бога Прове), пагорби (наприклад, копець Крака в Кракові, згадана Тітмаром гора Собутка чи Гродова гора у Тумлін-Венґле на північ від Кельців) або старі дерева (найчастіше дуби, але також липи, клени та ясени; у Житії святого Отто Бамберзького описано культ священного горіха у Щецині). 
Серед дослідників існує ще одна думка, згідно з якою храми будувалися у значно ширших масштабах, існували вони у Полабії, Польщі та на Русі. Слов'янські храми повинні були виникнути починаючи вже з VIII-IX століття, тобто в період, коли християнство ще не чинило таких сильних впливів, як незалежний елемент власної слов'янської релігії. Однак твердження щодо цього вимагають подальшого аналізу джерел та ширших археологічних досліджень. Нині серед археологів домінує скептицизм щодо існування давніх язичницьких храмів. Знайдені під сучасними костелами дерев'яні підлоги раніше були ідентифіковані як залишки гонтин. Нині ці твердження вважаються помилковими. Прикладом може бути костел св. Войцеха у Кракові. Незалежно від того, яка з вищезгаданих думок буде визнана більш наближеною до дійсності, варто визнати, що більшість згаданих у пізніх джерелах храмів та гонтин насправді не існувало. 
Слов'яни молилися не тільки у святих дібровах, хоча це була одна з найрозповсюдженіших форм поклоніння богам. У дібровах, імовірно, не ставили жодних ідолів чи храмів, однак місця для поклоніння виділялися огородженнями або ровами, що виконували скоріше символічну, ніж функціональну роль. Для відправлення культів служили також дерев'яні будівлі, однак вони також застосовувалися як місце зібрань та нарад. Також майструвалися будинки для богів, у яких знаходилися ідоли, вівтарі, скарбниці та інші предмети. Вхід до таких будівель був суворо заборонений усім, крім священників, які, однак, рідко мали туди заходити та повинні були дотримуватися суворих правил.
З погляду на збіги з історичними джерелами, істотними є знахідки на території колишньої Русі, передусім це капище в околицях Києва, що збігається зі згадками у Повісті минулих літ. Ця конструкція без даху, розташована над Дніпром, є, імовірно, місцем, де великий князь Володимир помістив ідоли язичницьких богів, а потім наказав їх кинути у воду після прийняття християнства. Подібна конструкція знаходиться також на північ від Житомира, а значно старший культовий осередок, пов'язаний з Перуном, знайдено неподалік Новгорода.
Також знайдено культові місця слов'ян на островах, що знаходяться на озерах Неслиш (пол. Niesłysz), Зарансько та штучному острові, розташованому на озері Пакліцко Вєльке (пол. Paklicko Wielkie).
Згідно з інформацією, датованою 1841, нинішнє поселення Хробри (пол. Gród Chrobry), розташоване у Слов'янському парку (пол. Park Słowiański) (Шпротава), раніше виконувало роль ритуального пагорба, на якому віддавали шану богу Флінсу.

### Ідоли

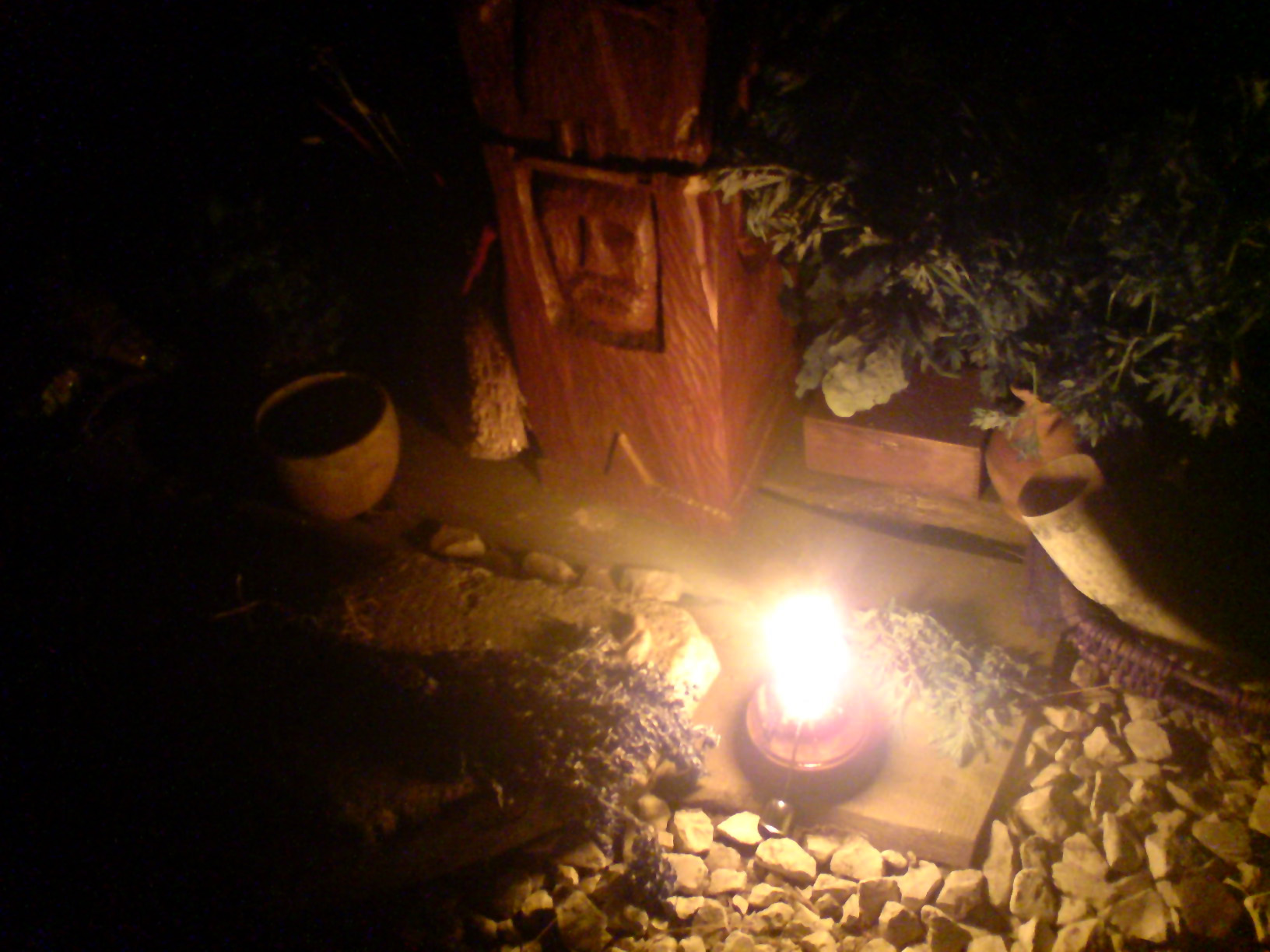
Статуя Велеса, храм рідновірів у Мазовії (Польща)

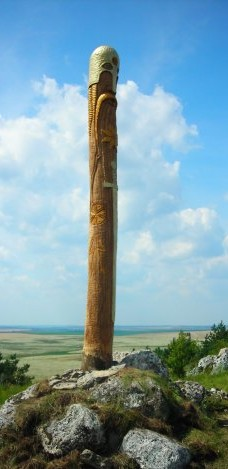
Сучасний ідол Перуна

Принаймні частина храмів та культових місць була обладнана ідолами, що уособлювали язичницькі божества. Ймовірно, вперше ідоли з'явилися на Русі, пізніше — в Полабії, що підтверджують численні джерела. Натомість бракує артефактів серед південних слов'ян, а знахідок на території Польщі мало, до того ж вони мають дискусійний характер. Так само дискусійним є питання, звідки серед слов'ян з'явився звичай творити ідолів. Більшість дослідників схиляється до думки, що це — іноземні впливи, різняться вони лише в питанні, наскільки давно розпочалися й наскільки сильними були ці впливи. На думку Олександра Гейштора, ідоли є результатом впливу іранських чи турецьких народів, який найбільше розвинувся на Русі, а потім проник на захід. Мацей Саламон вважає їх значно пізнішим впливом скандинавів та християн.
Найвідомішим ідолом є виловлений у 1848 зі Збруча й умовно названий Збручанським ідолом. На думку Бориса Рибакова, ідол є уособленням трьох сфер дійсності — божої, людської та підземної. У верхній частині знаходяться зображення чотирьох божеств, нижче — зображення людей, а внизу — силует хтонічного божества. Цю інтерпретацію прийняли Олександр Гейштор і, хоч і з застереженнями, Анджей Шиєвський, при цьому вони висловили сумніви щодо ідентифікації зображених божеств — на думку Гейштора це Перун, Додола, Мокоша (четверте він ідентифікувати так і не зміг). Інші дослідники піддають сумніву сам слов'янський характер ідола, який не можна однозначно підтвердити. В Україні знайдено також два інших пошкоджених ідоли, які, на думку Гейштора, є уособленнями божеств. Інші руські язичницькі ідоли він охарактеризував скоріше як уособлення племінних вождів.
У джерелах є не так багато інформації про руські язичницькі ідоли (якщо не враховувати Повість минулих літ). Іншою є ситуація у західних слов'ян. Монументальний ідол у храмі Святовита в Арконі описав Саксон Граматик. Він вирізнявся габаритами, а в долоні тримав виконаний з металу ріг, який використовувався для ворожінь. Збереглися також повідомлення про ідоли в Вологощі та Радогощі. У випадку перших Тітмар згадував, що ідоли були «підписані» — щоправда невідомо, якою абеткою та якою мовою. Характерним для полабських божеств є полікефалізм, або наявність великої кількості голів. Ідол Святовита мав чотири голови, Руєвіта у селі Ґардзець — сім, а Триглава у Щецині — три. Дослідник Рафаеле Петацоні вважав полікефалізм символом абсолютного знання. Велика кількість описів контрастує з нечисленними археологічними знахідками. Не знайдено жодного повнорозмірного полікефального ідола — є хіба що мініатюрні дерев'яні чотириголові фігурки, знайдені у Воліні у 1974. Знайдено також декілька дерев'яних ідолів, довжина яких відповідає людському зросту. До найвідповідніших знахідок належать ідол з овальною головою з Берен-Любхіна у Мекленбурзі (X-XII ст.) та викопаний з торфовища біля Альтфрісака (нім. Altfriesack) (VI-VII ст.)) Причиною поганої збереженості пам'яток є мала витривалість матеріалу (дерева) та значна результативність християнізації.
Знахідки іншого типу походять з частини Помор'я, що нині знаходиться на території Польщі. Це напіваморфні предмети у формі кам'яного рельєфу. Вони відображають людські постаті: жінки, чоловіка з рогом, наїзника. Знайдено також три ідоли релігійного призначення. Перший зображає постать з блюдом чи буханкою хліба, другий — постать у шапці. Третій має слабо виражені риси обличчя. Ці пам'ятки не мають аналогів у західноєвропейському чи скандинавському мистецтві, натомість вони нагадують знахідки з території колишньої Пруссії — так званих пруських баб. Можливо, ці ідоли є уособленням героїв чи племінних вождів.
З території власне Польщі походять тільки три знахідки — дві дерев'яні голови з реалістичними рисами обличчя, виловлені з ріки, і фігурка цапа, знайдена на Острові Ледницькому. До цієї невеликої групи пам'яток можна додати дві знищені, а також відомі з описів фігури, що раніше знаходилися в Малішеві та Вітові. Одна з них мала полікефальний характер.
Християнізація призвела до знищення великих культових об'єктів, однак ще протягом кількох століть у помешканнях використовувалися менші — фігурки звірів, маски чи керамічні писанки, лише в більш пізні часи пов'язані з Великоднем. Багато з них збереглося й до сьогодні.

## Офіційна релігія та популярні культи Київської Русі

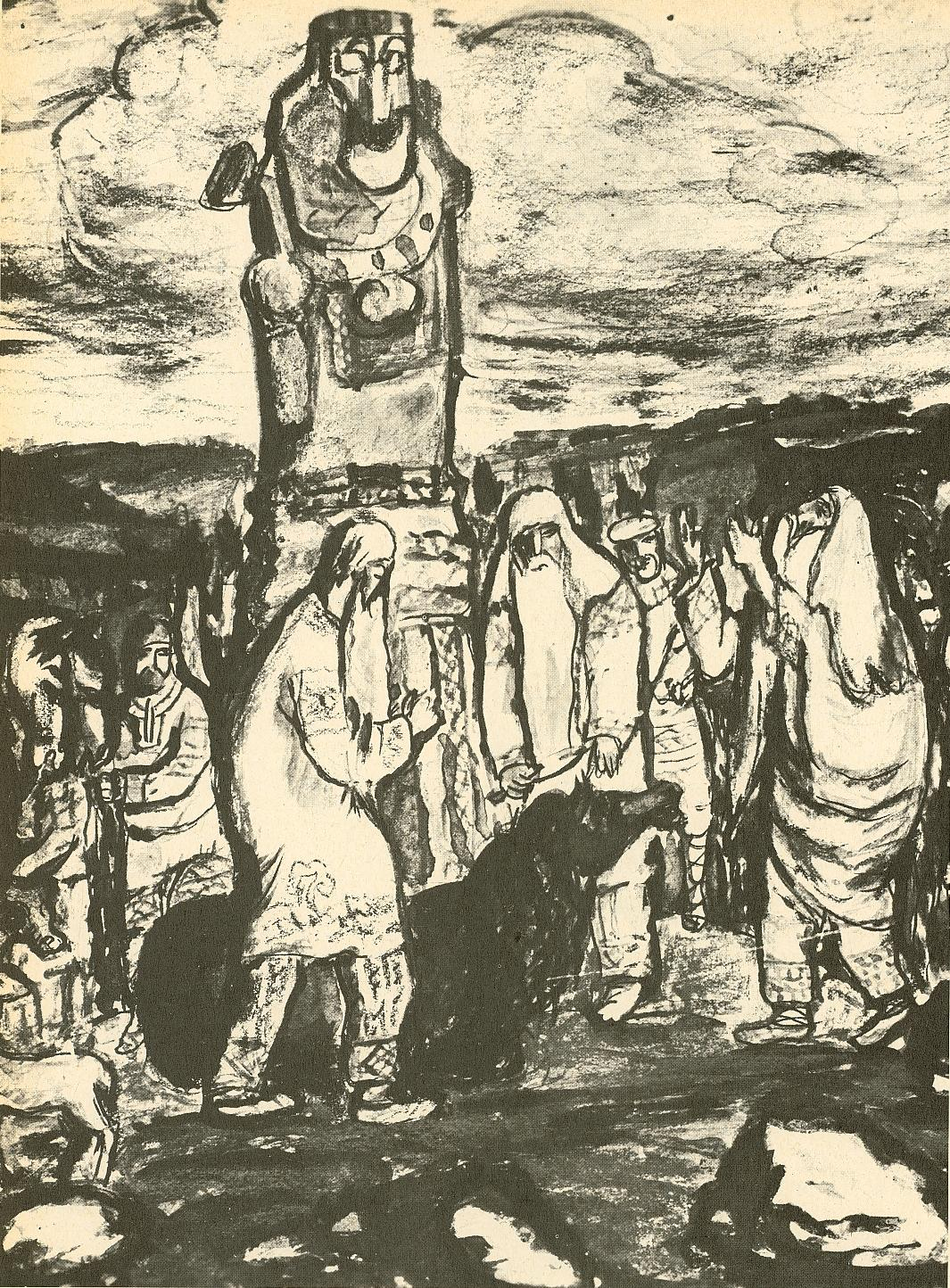
Зображення Велеса. 1900

У 980 на території Київської Русі була здійснена спроба об'єднання різних вірувань та релігійних практик слов'янської релігії для того, щоб утворити єдину централізовану державу слов'янських племен. Володимир Великий канонізував значну частину божеств та спорудив святилище на пагорбах столиці Русі Києва. Ці божества описані у Повісті минулих літ; їх було п'ять — Перун, Даждьбог, Стрибог, Симаргл та Мокоша. Багатьом іншим божествам, особливо Велесу, поклонялися звичайні люди. Храм Велеса знаходився в торговому районі Києва — на Подолі. Згідно з дослідниками, проект Володимира складався з ряду реформ, які він почав втілювати ще у 970-х з метою збереження рідних традицій та перетворення Києва в духовний центр східних слов'ян.
Перун вважався богом грому та війни, символом Перуна виступав дуб або киянка (або скеля); ідентифікувався з балтійським Перкунасом, германським Тором та ведичним Індрою; культ Перуна сповідували не стільки звичайні люди, скільки аристократи. Велес був богом рогатої худоби, достатку та підземного світу. Перун та Велес знаходилися у вічному протистоянні подібно ведичним богам Мітрі та Варуні, символізуючи відповідно сили небес та підземелля. Віра у космічний дуалізм є імовірною причиною виключення Велеса з числа офіційних божеств Русі. Даждьбог був богом життєдайної сили сонця. Стрибог вважався богом вітру, шторму й антагонізму. Мокоша, єдине божество жіночого роду в пантеоні Володимира, ідентифікується як «Мати Сира Земля» у пізньому фольклорі. Згідно з науковцями, Даждьбог, Стрибог та Симаргл являють собою індоіранський (скіфо-сарматський) компонент у слов'янських віруваннях.
Середньовічні джерела безсумнівно вказують на те, що основна маса народів Русі продовжувала поклонятись язичницьким божествам ще протягом століть після офіційного прийняття Руссю християнства, до того ж паралельно язичництво сповідували й нижчі щаблі духовенства новоствореної руської християнської церкви. Вище духовенство неодноразово засуджувало поклоніння Роду та Рожаницям, яким приносили у жертву хліб, кашу, сир та мед. Дослідники релігії Русі визначають Рода як «головну силу, пов'язану з народженням та репродукцією», а Рожаниць — як сили, пов'язані з особистою долею людини. Специфічним проявом Рода вважається домовик — божество, пов'язане з домашнім господарством. Богиня Лада та її сини Лель і Полель пов'язуються вченими з давньогрецькою Ледою (або Лето) та її синами-близнюками Кастором і Поллуксом. Інші божества — Купала та Коляда — є скоріше уособленням духів, пов'язаних із польовими роботами.